# Малая Казанка (приток Казанки)
Малая Казанка — река в России, протекает по Парабельскому району Томской области. Устье реки находится в 21 км по правому берегу реки Казанка. Длина реки составляет 30 км.

## Данные водного реестра
По данным государственного водного реестра России относится к Верхнеобскому бассейновому округу, водохозяйственный участок реки — Обь от впадения реки Кеть до впадения реки Васюган, речной подбассейн реки — Кеть. Речной бассейн реки — (Верхняя) Обь до впадения Иртыша.